# إيغور نغانغا
إيغور نغانغا (بالفرنسية: Igor Nganga)‏ (مواليد 14 إبريل 1987) هو لاعب كرة قدم كونغولي يلعب حاليًا لصالح نادي آراو.

## روابط خارجية
- إيغور نغانغا على موقع قاعدة بيانات كرة القدم.إي يو (الإنجليزية)
- إيغور نغانغا على موقع ناشيونال فوتبول تيمز (الإنجليزية)
- إيغور نغانغا على موقع Soccerway.com (الإنجليزية)
- إيغور نغانغا على موقع كووورة
- إيغو إنغانغا على سوكربيس